# WTA de Monterrey
O WTA de Monterrey – ou Abierto GNP Seguros, atualmente – é um torneio de tênis profissional feminino, de nível WTA 500.
Realizado em Monterrey, no norte do México, estreou em 2009. Os jogos são disputados em quadras duras durante o mês de março.

## Finais

### Simples
| Ano  | Campeã                   | Vice-campeã        | Resultado       |
| ---- | ------------------------ | ------------------ | --------------- |
| 2024 | Linda Nosková            | Lulu Sun           | 7–66, 6–4       |
| 2023 | Donna Vekić              | Caroline Garcia    | 6–4, 3–6, 7–5   |
| 2022 | Leylah Fernandez         | Camila Osorio      | 56–7, 6–4, 7–63 |
| 2021 | Leylah Fernandez         | Viktorija Golubic  | 6–1, 6–4        |
| 2020 | Elina Svitolina          | Marie Bouzková     | 7–5, 4–6, 6–4   |
| 2019 | Garbiñe Muguruza         | Victoria Azarenka  | 6–1, 3–1, ab.   |
| 2018 | Garbiñe Muguruza         | Tímea Babos        | 3–6, 6–4, 6–3   |
| 2017 | Anastasia Pavlyuchenkova | Angelique Kerber   | 4–6, 6–2, 1–6   |
| 2016 | Heather Watson           | Kirsten Flipkens   | 3–6, 6–2, 6–3   |
| 2015 | Timea Bacsinszky         | Caroline Garcia    | 4–6, 6–2, 6–4   |
| 2014 | Ana Ivanović             | Jovana Jakšić      | 6–2, 6–1        |
| 2013 | Anastasia Pavlyuchenkova | Angelique Kerber   | 4–6, 6–2, 6–4   |
| 2012 | Tímea Babos              | Alexandra Cadanțu  | 6–4, 6–4        |
| 2011 | Anastasia Pavlyuchenkova | Jelena Janković    | 2–6, 6–2, 6–3   |
| 2010 | Anastasia Pavlyuchenkova | Daniela Hantuchová | 1–6, 6–1, 6–0   |
| 2009 | Marion Bartoli           | Li Na              | 6–4, 6–3        |

### Duplas
| Ano  | Campeãs                                        | Vice-campeãs                              | Resultado         |
| ---- | ---------------------------------------------- | ----------------------------------------- | ----------------- |
| 2024 | Guo Hanyu Monica Niculescu                     | Giuliana Olmos Alexandra Panova           | 3–6, 6–3, [10–4]  |
| 2023 | Yuliana Lizarazo María Paulina Pérez García    | Kimberly Birrell Fernanda Contreras Gómez | 6–3, 5–7, [10–5]  |
| 2022 | Catherine Harrison Sabrina Santamaria          | Han Xinyun Yana Sizikova                  | 1–6, 7–5, [10–6]  |
| 2021 | Caroline Dolehide Asia Muhammad                | Heather Watson Zheng Saisai               | 6–2, 6–3          |
| 2020 | Kateryna Bondarenko Sharon Fichman             | Miyu Kato Wang Yafan                      | 4–6, 6–3, [10–7]  |
| 2019 | Asia Muhammad Maria Sanchez                    | Monique Adamczak Jessica Moore            | 7–62, 6–4         |
| 2018 | Naomi Broady Sara Sorribes Tormo               | Desirae Krawczyk Giuliana Olmos           | 3–6, 6–4, [10–8]  |
| 2017 | Nao Hibino Alicja Rosolska                     | Dalila Jakupović Nadiia Kichenok          | 6–2, 7–64         |
| 2016 | Anabel Medina Garrigues Arantxa Parra Santonja | Petra Martić Maria Sanchez                | 4–6, 7–5, [10–7]  |
| 2015 | Gabriela Dabrowski Alicja Rosolska             | Anastasia Rodionova Arina Rodionova       | 6–3, 2–6, [10–3]  |
| 2014 | Darija Jurak Megan Moulton-Levy                | Tímea Babos Olga Govortsova               | 7–65, 3–6, [11–9] |
| 2013 | Tímea Babos Kimiko Date-Krumm                  | Eva Birnerová Tamarine Tanasugarn         | 6–1, 6–4          |
| 2012 | Sara Errani Roberta Vinci                      | Kimiko Date-Krumm Zhang Shuai             | 6–2, 7–66         |
| 2011 | Iveta Benešová Barbora Záhlavová-Strýcová      | Anna-Lena Grönefeld Vania King            | 86–7, 6–2, [10–6] |
| 2010 | Iveta Benešová Barbora Záhlavová-Strýcová      | Anna-Lena Grönefeld Vania King            | 3–6, 6–4, [10–8]  |
| 2009 | Nathalie Dechy Mara Santangelo                 | Iveta Benešová Barbora Záhlavová-Strýcová | 6–3, 6–4          |